# Ormosia inaperta
Ormosia inaperta là một loài ruồi trong họ Limoniidae. Chúng phân bố ở miền Cổ bắc.